# Goldthwaite
Goldthwaite é uma cidade localizada no estado norte-americano do Texas, no Condado de Mills.

## Demografia
Segundo o censo norte-americano de 2000, a sua população era de 1802 habitantes.
Em 2006, foi estimada uma população de 1812, um aumento de 10 (0.6%).

## Geografia
De acordo com o United States Census Bureau tem uma área de
4,5 km², dos quais 4,5 km² cobertos por terra e 0,0 km² cobertos por água. Goldthwaite localiza-se a aproximadamente 479 m acima do nível do mar.

## Localidades na vizinhança
O diagrama seguinte representa as localidades num raio de 40 km ao redor de Goldthwaite.